# Eiza Gonzálezová
Eiza González Reyna (* 30. ledna 1990 Caborca) je mexická herečka a zpěvačka. 
Její matkou je modelka Glenda Reyna. V dětství pobývala u příbuzných v Trentu a hovoří plynně italsky. Studovala v American School Foundation a na herecké škole Centro de Educación Artística.
V roce 2007 získala hlavní roli v telenovele pro mládež Lola, érase una vez. Objevila se pak v reklamních kampaních firem Avon a Neutrogena a účinkovala ve videu k písni Justina Timberlakea „Supplies“. V roce 2009 získala hudební cenu Lo Nuestro pro objev roku a v roce 2013 Premios Juventud za píseň „Me Puedes Pedir Lo Que Sea“. V seriálu stanice El Rey Network Od soumraku do úsvitu ztvárnila postavu Santanico Pandemonium, kterou hrála v původním filmu Salma Hayeková. Robert Zemeckis ji v roce 2018 obsadil do filmu Vítejte v Marwenu.
V roce 2015 se Gonzálezová svěřila, že trpěla depresemi a poruchami příjmu potravy poté, co ve dvanácti letech přišla o otce.

## Filmografie

### Filmy
| Rok  | Název                                 | Role             | Poznámky |
| ---- | ------------------------------------- | ---------------- | -------- |
| 2014 | Casi treinta                          | Cristina         |          |
| 2015 | Jem and the Holograms                 | Sheila           |          |
| 2017 | Baby Driver                           | Monica Costello  |          |
| 2018 | Vítejte v Marwenu                     | Carlala          |          |
| 2019 | Alita: Bojový Anděl                   | Nyssiana         |          |
| 2019 | Rychle a zběsile: Hobbs a Shaw        | Madame M         |          |
| 2020 | Město na ostří nože                   | Lucinda          |          |
| 2020 | Jako v bavlnce                        | Fran             |          |
| 2021 | Divoký Spirit                         | Milagro          | hlas     |
| 2021 | Godzilla vs. Kong                     | Maia Simmons     |          |
| 2022 | Ambulance                             | Cam Thompson     |          |
| 2024 | The Ministry of Ungentlemanly Warfare | Marjorie Stewart |          |

### Televizní seriály
| Rok       | Název                 | Role                  | Poznámky |
| --------- | --------------------- | --------------------- | -------- |
| 2007      | Lola, érase una vez   | Lola Pescador         |          |
| 2009      | Mujeres asesinas      | Gabriela Ortega       |          |
| 2010      | Sueña conmigo         | Roxy Pop              |          |
| 2012–2013 | Amores Verdaderos     | Nikki Brizz Balvanera |          |
| 2014–2016 | Od soumraku do úsvitu | Santanico Pandemonium |          |
| 2023      | Předzvěsti            | Elodie                |          |
| 2024      | Problém tří těles     | Auggie Salazar        |          |

## Diskografie
| Rok  | Název alba         |
| ---- | ------------------ |
| 2009 | Contracorriente    |
| 2012 | Te Acordarás de Mí |